# إرنست ديفيس (سياسي)
إرنست ديفيس (بالإنجليزية: Ernest Hyam Davis)‏ هو سياسي نيوزلندي، ولد في 17 فبراير 1872 بنيلسون في نيوزيلندا، وتوفي في 16 سبتمبر 1962 بأوكلاند في نيوزيلندا. حزبياً، نشط في حزب العمال النيوزيلندي.